# Aufheben

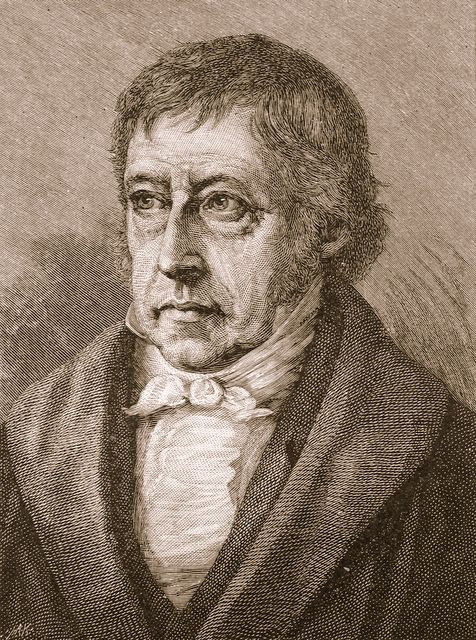
Imagen de Hegel, quien empleó el término para explicar la dialéctica.

Aufheben [ˈʔɑ͡ʊ̯fhebm̩] o Aufhebung [ˈʔɑ͡ʊ̯fhebʊŋ] es una palabra alemana con varios significados aparentemente contradictorios, entre ellos "levantar", "abolir", "cancelar", "suspender" o "sublimar". El término ha sido definido también como "abolir", "preservar" y "trascender". En filosofía, aufheben es utilizado por Hegel en sus obras de dialéctica, y en este sentido se traduce principalmente como "sublimar".